# Oude Kerk (Scheveningen)
De Oude Kerk staat in de Keizerstraat, ooit een van de drukste winkelstraten van Scheveningen, in de Nederlandse gemeente Den Haag. De kerk is het oudste monument van het voormalige vissersdorp. De Oude Kerk is een kerk van de Protestantse gemeente te Scheveningen en biedt plaats aan haar Wijkgemeente Oude Kerk en aan de Hersteld Hervormde Gemeente Thabor Scheveningen.
Sinds het midden van de 14de eeuw had Scheveningen een eigen kerkje, maar voor een doop of huwelijk moesten Scheveningers naar Den Haag en er was ook geen begraafplaats bij. Toen Scheveningen in het midden van de 15de eeuw een zelfstandige parochie werd kwam er een echte kerk, de huidige Oude Kerk.
In 1570 verwoestte de Allerheiligenvloed een groot deel van het vissersdorp. De kerk stond daarna niet meer in het midden van het dorp, maar aan de rand. In 1578 verdween de roomse geestelijke uit Scheveningen en werd hij vervangen door een reformatorische predikant.
In 1778 werd op een duin bij de hoek van de huidige Duinstraat de Scheveningseweg begraafplaats Ter Navolging aangelegd, de eerste begraafplaats in Nederland die buiten de bebouwde kom was.
In 1893 werd er een tweede kerk in Scheveningen gebouwd, in de Duinstraat. Vanaf dat moment werd de kerk in de Keizerstraat de Oude Kerk genoemd en de kerk in de Duinstraat de Nieuwe Kerk.
Tussen 1957 en 1959 werd de Oude Kerk gerestaureerd. De kosterwoning is aan het kerkgebouw aangebouwd.

## Orgel
In 1765 bouwde G. Steevens een eenklaviers orgel met aangehangen pedaal en na diverse uitbreidingen was het orgel op 14 september 1845 voorlopig klaar. In 1935 werd weer een uitbreiding aangebracht. In 1973 heeft Flentrop nog restauraties uitgevoerd en in 2006 werd een deel van het pedaalwerk vervangen.

## Klokken
De Oude Kerk heeft nog een luidklok gemaakt door Coenraet Anthoniszoon. een tweede klok kreeg een barst en werd in 1798 verkocht. Sinds 2013 heeft de Oude Kerk weer een tweede luidklok. In 1975 kreeg de kerk een carillon gemaakt door Koninklijke Eijsbouts uit Asten, Iedere donderdag- en zaterdag ochtend speelt de beiaardier op het carillon van 11 tot 12 uur. Gijsbert Kok is de huidige stadsbeiaardier.

## Verdwenen Uurwerk
In de toren bevond zich vroeger het uurwerk waar Christiaan Huygens de slinger op uitprobeerde. Voor die tijd liepen torenuurwerken minder precies met een balans die boven het uurwerk de tijd liet ontsnappen. Nadien werden de meeste torenuurwerken omgebouwd met deze Scheveningseslinger zoals de uurwerkmakers deze noemen.

## Graven
- De oudste grafsteen in de kerk draagt het jaartal 1469, ooit gelegd boven de laatste rustplaats van kerkrentmeester IJsbrant Arentszoon, die op 25 september dat jaar was overleden.
- Elders ligt een grafsteen van de vijfling die in Scheveningen geboren werd op 5 januari 1719. Allen dochters waarvan er één levenloos ter wereld kwam en de andere vier slechts één dag geleefd hebben. De kinderen werden pas 44 dagen na de geboorte – op 18 februari 1719 – begraven in het koor van de Oude Kerk.
- Naast de toren aan de zuidzijde is het grafmonument van Cornelis van Heemskerck (1724 – 1783), advocaat voor den Hove van Holland.
- Theodorus Pansier (1768-1818), in 1811 was hij directeur-generaal van alle Hollandse seinposten. Hij werd in het koor van de kerk begraven.